# Libertas Trogylos Basket 2010-2011
La stagione 2010-2011 della Libertas Trogylos Basket è stata la venticinquesima consecutiva disputata in Serie A1 femminile.

## Stagione
Sponsorizzata dalla ERG, la società siracusana si è classificata al settimo posto nella massima serie e ha partecipato ai play-off per lo scudetto. È stata eliminata nel primo turno dalla Taranto Cras Basket.

## Rosa
| Giocatrici |
| ---------- |

| N° | Naz.               | Ruolo | Sportivo          | Anno | Alt. |  |
| -- | ------------------ | ----- | ----------------- | ---- | ---- |  |
| 4  | Italia (bandiera)  | G     | Elisa Buccianti   | 1986 | 174  |  |
| 5  | Italia (bandiera)  | PG    | Susanna Bonfiglio | 1974 | 178  |  |
| 6  | Italia (bandiera)  | A     | Silvia Favento    | 1985 | 185  |  |
| 7  | Italia (bandiera)  | G     | Claudia Corbani   | 1978 | 178  |  |
| 9  | Serbia (bandiera)  | A     | Tanja Ćirov       | 1981 | 181  |  |
| 10 | Italia (bandiera)  | P     | Elena Fabbri      | 1975 | 170  |  |
| 11 | Cuba (bandiera)    | A     | Tania Seino       | 1973 | 186  |  |
| 13 | Romania (bandiera) | C     | Florina Pașcalău  | 1982 | 193  |  |
| 19 | Italia (bandiera)  | A     | Tania Bertan      | 1980 | 182  |  |

| Staff tecnico                                      |
| -------------------------------------------------- |
| Allenatore: Santino Coppa                          |
| Vice Allenatore e addetto statistiche: Alex Bianco |
| Allenatore settore giovanile: Salvo Coppa          |
| Preparatore atletico: Giuseppe Maiori              |

| Giocatrici acquisite a stagione in corso |
| ---------------------------------------- |

| N° | Naz.                   | Ruolo | Sportivo                       | Anno | Alt. |  |
| -- | ---------------------- | ----- | ------------------------------ | ---- | ---- |  |
| 8  | Serbia (bandiera)      | P     | Marija Erić (dal 18 gennaio)   | 1983 | 164  |  |
| 15 | Stati Uniti (bandiera) | A     | Sidney Spencer (dal 3 gennaio) | 1985 | 190  |  |

| Giocatrici cedute a stagione in corso |
| ------------------------------------- |

| N° | Naz.                | Ruolo | Sportivo                            | Anno | Alt. |  |
| -- | ------------------- | ----- | ----------------------------------- | ---- | ---- |  |
|    | Italia (bandiera)   | P     | Oriana Milazzo (fino al 4 novembre) | 1991 | 165  |  |
|    | Bulgaria (bandiera) | A     | Gergana Slavčeva (fino a gennaio)   | 1979 | 188  |  |
|    | Serbia (bandiera)   | C     | Zorica Mitov (fino a gennaio)       | 1987 | 188  |  |

Scheda su LegABasketFemminile.it

## Dirigenza
La dirigenza è composta da:
- Presidente: Paolo Giuliano
- Vicepresidenti: Massimo Conigliaro, Nestore De Sanctis, Marco Guerri, Salvatore Limeri
- Segretario: Mario Esposito
- Team manager: Nicolò Natoli
- Resp. amministrativo: Roberto Capodicasa
- Dirigente responsabile: Fabrizio Milani
- Resp. comunicazione: Giada Musumeci
- Addetto stampa: Alessandro Benanti
- Logistica: Gianni Vecchio
- Resp. Internet: Corrado Acillaro
- Resp. Eventi speciali: Angelo Lantieri
- Responsabile Sede: Andrea Blanco
- Responsabili Settore Giovanile: Salvo Coppa e Sofia Vinci